# Ministère de l’Administration territoriale et de la Décentralisation
Le ministère de l'Administration territoriale et de la Décentralisation est un département ministériel du gouvernement au Burkina Faso.

## Description

### Siège
Le ministère chargé des affaires étrangères a son siège à Ouagadougou. 

### Attributions
Le ministère est chargé de l'administration du territoire et de la décentralisation.

### Ministres
Depuis le 25 octobre 2022, Émile Zerbo est chargé de ce département.